# Харисджин (Северная Осетия)
Харисджин (осет. Хæрисджын) — село в Алагирском районе Республики Северная Осетия-Алания. Входит в состав Фиагдонского сельского поселения. 

## Географическое положение
Селение расположено в верховьях Куртатинского ущелья, на левом берегу реки Фиагдон. Находится в 5 км к юго-западу от центра сельского поселения Верхний Фиагдон, в 52 км к юго-востоку от районного центра Алагир и в 55 км к юго-западу от Владикавказа.
Село граничит с Цейским заказником.

## История
В 2005 году, согласно Закону Республики Северная Осетия-Алания от 5 марта 2005 года № 11-рз, село вошло в состав образованного Фиагдонского сельского поселения.

## Население
| 2002 | 2010 | 2021 |
| ---- | ---- | ---- |
| 16   | ↘10  | ↗12  |